# Kingston, Jamaica
Kingston là thành phố lớn nhất, thủ đô và hải cảng chính của Jamaica, nằm bên một bến cảng nước sâu bên bờ biển Đông Nam của hòn đảo Caribe, dưới chân núi của dãy Núi Xanh có nhiều cây cối xanh tốt. Thành phố Kingston là trung tâm chế tạo, thương mại và giao thông chính của đảo quốc này. Cảng của Kingston là một cảng thu hút nhiều tàu biển du lịch ghé thăm. Thành phố xuất khẩu các mặt hàng: đường, cà phê, rum, mật đường và chuối. Các ngành công nghiệp có: dệt, quần áo, sản phẩm dầu mỏ, thực phẩm chế biến. Thành phố có Đại học Nghệ thuật, Khoa học và Công nghệ (1958) và Đại học Tây Ấn (1948) ở Mona ngoại ô. Gần thành phố, tại cửa vào bến cảng là tàn tích xưa Port Royal chìm bị phá huỷ bởi một trận động đất năm 1692. Trong năm tiếp theo, Kingston được người Anh thành lập để thay thế Port Royal. Thành phố thịnh vượng trong thế kỷ 18 như là một cảng cho những người buôn bán nô lệ và năm 1872 nó ké tục Thành phố Tây Ban Nha làm thủ phủ của đảo. Kingston đã bị phá hủy nặng bởi một trận động đất năm 1907. Thành phố trở thành thủ đô của Jamaica độc lập năm 1962.

## Khí hậu
| Dữ liệu khí hậu của Kingston              | Dữ liệu khí hậu của Kingston | Dữ liệu khí hậu của Kingston | Dữ liệu khí hậu của Kingston | Dữ liệu khí hậu của Kingston | Dữ liệu khí hậu của Kingston | Dữ liệu khí hậu của Kingston | Dữ liệu khí hậu của Kingston | Dữ liệu khí hậu của Kingston | Dữ liệu khí hậu của Kingston | Dữ liệu khí hậu của Kingston | Dữ liệu khí hậu của Kingston | Dữ liệu khí hậu của Kingston | Dữ liệu khí hậu của Kingston |
| Tháng                                     | 1                            | 2                            | 3                            | 4                            | 5                            | 6                            | 7                            | 8                            | 9                            | 10                           | 11                           | 12                           | Năm                          |
| ----------------------------------------- | ---------------------------- | ---------------------------- | ---------------------------- | ---------------------------- | ---------------------------- | ---------------------------- | ---------------------------- | ---------------------------- | ---------------------------- | ---------------------------- | ---------------------------- | ---------------------------- | ---------------------------- |
| Trung bình ngày tối đa °C (°F)            | 30.3 (86.5)                  | 30.2 (86.4)                  | 30.7 (87.3)                  | 31.1 (88.0)                  | 31.6 (88.9)                  | 32.1 (89.8)                  | 32.8 (91.0)                  | 32.7 (90.9)                  | 32.1 (89.8)                  | 31.7 (89.1)                  | 31.2 (88.2)                  | 30.6 (87.1)                  | 31.4 (88.5)                  |
| Tối thiểu trung bình ngày °C (°F)         | 21.1 (70.0)                  | 21.0 (69.8)                  | 21.6 (70.9)                  | 22.6 (72.7)                  | 23.6 (74.5)                  | 24.2 (75.6)                  | 24.3 (75.7)                  | 24.2 (75.6)                  | 24.0 (75.2)                  | 23.4 (74.1)                  | 22.8 (73.0)                  | 21.8 (71.2)                  | 22.9 (73.2)                  |
| Lượng Giáng thủy trung bình mm (inches)   | 18 (0.7)                     | 19 (0.7)                     | 20 (0.8)                     | 39 (1.5)                     | 100 (3.9)                    | 74 (2.9)                     | 42 (1.7)                     | 98 (3.9)                     | 114 (4.5)                    | 177 (7.0)                    | 65 (2.6)                     | 47 (1.9)                     | 813 (32.0)                   |
| Số ngày giáng thủy trung bình             | 5                            | 5                            | 5                            | 7                            | 8                            | 7                            | 6                            | 9                            | 11                           | 14                           | 10                           | 6                            | 93                           |
| Độ ẩm tương đối trung bình (%) (at 13:00) | 64                           | 64                           | 64                           | 66                           | 68                           | 67                           | 64                           | 66                           | 71                           | 73                           | 69                           | 65                           | 67                           |
| Số giờ nắng trung bình tháng              | 257.3                        | 240.1                        | 260.4                        | 258.0                        | 254.2                        | 237.0                        | 260.4                        | 257.3                        | 213.0                        | 223.2                        | 222.0                        | 235.6                        | 2.918,5                      |
| Số giờ nắng trung bình ngày               | 8.3                          | 8.5                          | 8.4                          | 8.6                          | 8.2                          | 7.9                          | 8.4                          | 8.3                          | 7.1                          | 7.2                          | 7.4                          | 7.6                          | 8.0                          |
| Nguồn: Meteorological Service (Jamaica)   |                              |                              |                              |                              |                              |                              |                              |                              |                              |                              |                              |                              |                              |